# Geurige houtzwam
De geurige houtzwam (Mycoacia nothofagi) is een schimmel in de familie Meruliaceae. Hij leeft saprotroof. Hij vormt wasachtige, korstvormige vruchtlichamen op dood naald- en loofhout.

## Kenmerken
Hij heeft een monomitisch hyfensysteem met gespen. De hyfen zijn 3 tot 4 μm breed. De basidia zijn 4-sporig, cilindrisch tot subclaviform en meten 20–28 × 4–6 μm. De sporen zijn dunwandig, glad, ellipsoïde tot suballantoïde, hyaliene, inamyloïde, niet-dextrinoïde en meten (4–)4,5–6×2–3 μm. De cystidia zijn in grote hoeveelheden aanwezig. Ze zijn spoelvormig, veelal voorzien van een dubbele wand en meten 50–80 × 5–10 μm. De kristallen bedekken het middengedeelte tot de top.

## Verspreiding
Mycoacia nothofagi komt met name voor in Europa, Australië en Nieuw-Zeeland. In Nederland komt hij uiterst zeldzaam voor. De eerste Nederlandse vondst stamt uit 2019.